# 2022년 아시안 게임 레슬링
2022년 아시안 게임 레슬링 종목은 2023년 10월 4일부터 7일까지 중화인민공화국 항저우의 린안 체육관에서 열렸다.

## 종목
총 18개 세부종목으로 나뉘어 치러진다.
| - 57kg 남자 자유형 - 65kg 남자 자유형 - 74kg 남자 자유형 - 86kg 남자 자유형 - 97kg 남자 자유형 - 125kg 남자 자유형 |  | - 60kg 남자 그레코로만형 - 67kg 남자 그레코로만형 - 77kg 남자 그레코로만형 - 87kg 남자 그레코로만형 - 97kg 남자 그레코로만형 - 130kg 남자 그레코로만형 |  | - 50kg 여자 자유형 - 53kg 여자 자유형 - 57kg 여자 자유형 - 62kg 여자 자유형 - 68kg 여자 자유형 - 76kg 여자 자유형 |

## 메달리스트

#### 남자 자유형
| 종목         | 금                               | 은                                  | 동                                                 |
| ------------ | -------------------------------- | ----------------------------------- | -------------------------------------------------- |
| 57kg 자세히  | 하세가와 도시히로 일본 (JPN)     | 한청송 조선민주주의인민공화국 (PRK) | 나르망다힝 나상부얀 몽골 (MGL)                     |
| 57kg 자세히  | 하세가와 도시히로 일본 (JPN)     | 한청송 조선민주주의인민공화국 (PRK) | 아만 세라와트 인도 (IND)                           |
| 65kg 자세히  | 투무르오치링 톨가 몽골 (MGL)     | 라흐만 아무자드 이란 (IRI)          | 김광진 조선민주주의인민공화국 (PRK)                |
| 65kg 자세히  | 투무르오치링 톨가 몽골 (MGL)     | 라흐만 아무자드 이란 (IRI)          | 야마구치 가이키 일본 (JPN)                         |
| 74kg 자세히  | 유네스 에마미 이란 (IRI)         | 기노시타 기린 일본 (JPN)            | 오로즈베크 톡토맘베토프 키르기스스탄 (KGZ)         |
| 74kg 자세히  | 유네스 에마미 이란 (IRI)         | 기노시타 기린 일본 (JPN)            | 베크조트 아브두라흐모노프 우즈베키스탄 (UZB)       |
| 86kg 자세히  | 하산 야즈다니 이란 (IRI)         | 디파크 푸니아 인도 (IND)            | 자브라일 샤피예프 우즈베키스탄 (UZB)               |
| 86kg 자세히  | 하산 야즈다니 이란 (IRI)         | 디파크 푸니아 인도 (IND)            | 되블레트므라트 오라즈클르조프 투르크메니스탄 (TKM) |
| 97kg 자세히  | 아흐메트 타주디노프 바레인 (BHR) | 모지타바 골레이지 이란 (IRI)        | 하비라아우싸이만 중국 (CHN)                        |
| 97kg 자세히  | 아흐메트 타주디노프 바레인 (BHR) | 모지타바 골레이지 이란 (IRI)        | 강바타링 강호약 몽골 (MGL)                         |
| 125kg 자세히 | 아미르 호세인 자레 이란 (IRI)    | 뭉흐투링 르학바게렐 몽골 (MGL)      | 아이알 라자레프 키르기스스탄 (KGZ)                 |
| 125kg 자세히 | 아미르 호세인 자레 이란 (IRI)    | 뭉흐투링 르학바게렐 몽골 (MGL)      | 부허어얼둔 중국 (CHN)                              |

#### 남자 그레코로만형
| 종목         | 금                                           | 은                                     | 동                                     |
| ------------ | -------------------------------------------- | -------------------------------------- | -------------------------------------- |
| 60kg 자세히  | 졸라만 샤르셴베코프 키르기스스탄 (KGZ)       | 스즈키 아야타 일본 (JPN)               | 정한재 대한민국 (KOR)                  |
| 60kg 자세히  | 졸라만 샤르셴베코프 키르기스스탄 (KGZ)       | 스즈키 아야타 일본 (JPN)               | 리세웅 조선민주주의인민공화국 (PRK)    |
| 67kg 자세히  | 엔도 가쓰아키 일본 (JPN)                     | 메이르잔 셰르마한베트 카자흐스탄 (KAZ) | 다니알 소흐라비 이란 (IRI)             |
| 67kg 자세히  | 엔도 가쓰아키 일본 (JPN)                     | 메이르잔 셰르마한베트 카자흐스탄 (KAZ) | 라자크 베이셰케예프 키르기스스탄 (KGZ) |
| 77kg 자세히  | 아크졸 마흐무도프 키르기스스탄 (KGZ)         | 아민 카비아니네자드 이란 (IRI)         | 아자트 사디코프 카자흐스탄 (KAZ)       |
| 77kg 자세히  | 아크졸 마흐무도프 키르기스스탄 (KGZ)         | 아민 카비아니네자드 이란 (IRI)         | 류루이 중국 (CHN)                      |
| 87kg 자세히  | 잘가스바이 베르디무라토프 우즈베키스탄 (UZB) | 나세르 알리자데 이란 (IRI)             | 수실 쿠마르 인도 (IND)                 |
| 87kg 자세히  | 잘가스바이 베르디무라토프 우즈베키스탄 (UZB) | 나세르 알리자데 이란 (IRI)             | 스미 마사토 일본 (JPN)                 |
| 97kg 자세히  | 모함마드 하디 사라비 이란 (IRI)              | 리이밍 중국 (CHN)                      | 루스탐 아사칼로프 우즈베키스탄 (UZB)   |
| 97kg 자세히  | 모함마드 하디 사라비 이란 (IRI)              | 리이밍 중국 (CHN)                      | 쓰루다 다카히로 일본 (JPN)             |
| 130kg 자세히 | 아민 미르자자데 이란 (IRI)                   | 멍링저 중국 (CHN)                      | 김민석 대한민국 (KOR)                  |
| 130kg 자세히 | 아민 미르자자데 이란 (IRI)                   | 멍링저 중국 (CHN)                      | 알림한 시즈디코프 카자흐스탄 (KAZ)     |

#### 여자 자유형
| 종목        | 금                                      | 은                                     | 동                                     |
| ----------- | --------------------------------------- | -------------------------------------- | -------------------------------------- |
| 50kg 자세히 | 요시모토 레미나 일본 (JPN)              | 김선향 조선민주주의인민공화국 (PRK)    | 주장 중국 (CHN)                        |
| 50kg 자세히 | 요시모토 레미나 일본 (JPN)              | 김선향 조선민주주의인민공화국 (PRK)    | 악텐게 케우님자예바 우즈베키스탄 (UZB) |
| 53kg 자세히 | 후지나미 아카리 일본 (JPN)              | 팡첸위 중국 (CHN)                      | 안팀 팡갈 인도 (IND)                   |
| 53kg 자세히 | 후지나미 아카리 일본 (JPN)              | 팡첸위 중국 (CHN)                      | 최효경 조선민주주의인민공화국 (PRK)    |
| 57kg 자세히 | 사쿠라이 쓰구미 일본 (JPN)              | 정인순 조선민주주의인민공화국 (PRK)    | 훙커신 중국 (CHN)                      |
| 57kg 자세히 | 사쿠라이 쓰구미 일본 (JPN)              | 정인순 조선민주주의인민공화국 (PRK)    | 라일로혼 소비로바 우즈베키스탄 (UZB)   |
| 62kg 자세히 | 문현경 조선민주주의인민공화국 (PRK)     | 오자키 노노카 일본 (JPN)               | 소남 말리크 인도 (IND)                 |
| 62kg 자세히 | 문현경 조선민주주의인민공화국 (PRK)     | 오자키 노노카 일본 (JPN)               | 아이술루 티니베코바 키르기스스탄 (KGZ) |
| 68kg 자세히 | 저우펑 중국 (CHN)                       | 누르자트 누르타예바 키르기스스탄 (KGZ) | 마쓰유키 나루하 일본 (JPN)             |
| 68kg 자세히 | 저우펑 중국 (CHN)                       | 누르자트 누르타예바 키르기스스탄 (KGZ) | 엥흐사이하니 델게르마 몽골 (MGL)       |
| 76kg 자세히 | 아이페리 메데트 크즈 키르기스스탄 (KGZ) | 자밀라 바크베르게노바 카자흐스탄 (KAZ) | 왕쥐안 중국 (CHN)                      |
| 76kg 자세히 | 아이페리 메데트 크즈 키르기스스탄 (KGZ) | 자밀라 바크베르게노바 카자흐스탄 (KAZ) | 키란 비슈노이 인도 (IND)               |